# Wehrholz (Taunus)
Das Wehrholz ist eine 443,4 m ü. NHN hohe Erhebung im deutschen Mittelgebirge Taunus, im rheinland-pfälzischen Rhein-Lahn-Kreis (Deutschland).

## Geographie

### Lage
Das Wehrholz erhebt sich im westlichen Hintertaunus im Naturpark Nassau. Der Gipfel liegt 0,5 km westlich von Rettert und 2 km nordöstlich von Holzhausen an der Haide. Die Erhebung liegt im südöstlichen Teil des Einrich. Etwa 1,75 km nordöstlich des Gipfels erhebt sich die Ringmauer (448,9 m) in der Nähe des Obentiefenbacher Weiler Hof Spriestersbach.
Südlich und westlich des Berges entspringt der Hasenbach.

### Naturräumliche Zuordnung
Das Wehrholz gehört in der naturräumlichen Haupteinheitengruppe Taunus (Nr. 30), in der Haupteinheit Westlicher Hintertaunus (304) und in der Untereinheit Katzenelnbogener Hochfläche (304.9) zum Naturraum Zentrale Katzenelnbogener Hochfläche (304.92). Nach Westen fällt die Landschaft in den Naturraum Unteres Dörsbach-Tiefenbach-Gebiet (304.91) ab.